# Trigonia hypoleuca
Trigonia hypoleuca là một loài thực vật có hoa trong họ Trigoniaceae. Loài này được Griseb. miêu tả khoa học đầu tiên năm 1849.